# Campeonato Mundial de Voleibol Femenino Sub-18 de 1999
El VI Campeonato Mundial de Voleibol Femenino Sub-18 se celebró en Portugal del 4 de septiembre al 12 de septiembre de 1999. Fue organizado por la Federación Internacional de Voleibol. El campeonato se jugó en la subsede de Funchal.

## Equipos participantes
| Grupo A        | Grupo B         | Grupo C | Grupo D   |
| -------------- | --------------- | ------- | --------- |
| Croacia        | Korea           | China   | Argentina |
| Mauricio       | República Checa | Japón   | Brasil    |
| Portugal       | Rusia           | Holanda | Italia    |
| Estados Unidos | China Taipéi    | Turquía | Polonia   |

## Primera fase

### Grupo A

#### Clasificación
| Pos | Equipo         | PJ | PG | PP | SF | SC | PTS |
| --- | -------------- | -- | -- | -- | -- | -- | --- |
| 1   | Estados Unidos | 3  | 3  | 0  | 9  | 1  | 6   |
| 2   | Croacia        | 3  | 2  | 1  | 7  | 3  | 5   |
| 3   | Portugal       | 3  | 1  | 2  | 4  | 6  | 4   |
| 4   | Mauricio       | 3  | 0  | 3  | 0  | 9  | 3   |

#### Resultados
| Fecha    | Encuentro                 | Resultado | Set   | Set   | Set   | Set   | Set | Puntuación total |
| Fecha    | Encuentro                 | Resultado | 1     | 2     | 3     | 4     | 5   | Puntuación total |
| -------- | ------------------------- | --------- | ----- | ----- | ----- | ----- | --- | ---------------- |
| 04-09-99 | Mauricio - Portugal       | 0-3       | 13-25 | 13-25 | 15-25 |       |     | 75-41            |
| 04-09-99 | Estados Unidos - Croacia  | 3-1       | 26-24 | 12-25 | 25-20 | 25-23 |     | 88-92            |
| 05-09-99 | Croacia - Portugal        | 3-0       | 25-17 | 32-30 | 25-15 |       |     | 75-32            |
| 05-09-99 | Mauricio - Estados Unidos | 0-3       | 14-25 | 11-25 | 07–25 |       |     | 32-75            |
| 06-09-99 | Croacia - Mauricio        | 3-0       | 25-11 | 25-05 | 25-13 |       |     | 75-39            |
| 06-09-99 | Estados Unidos - Portugal | 3-0       | 25-21 | 25-17 | 25-11 |       |     | 75-49            |

### Grupo B

#### Clasificación
| Pos | Equipo          | PJ | PG | PP | SF | SC | PTS |
| --- | --------------- | -- | -- | -- | -- | -- | --- |
| 1   | Korea           | 3  | 2  | 1  | 7  | 3  | 5   |
| 2   | República Checa | 3  | 2  | 1  | 6  | 3  | 5   |
| 3   | Rusia           | 3  | 1  | 2  | 5  | 6  | 4   |
| 4   | China Taipéi    | 3  | 1  | 2  | 3  | 7  | 4   |

#### Resultados
| Fecha    | Encuentro                       | Resultado | Set   | Set   | Set   | Set   | Set   | Puntuación total |
| Fecha    | Encuentro                       | Resultado | 1     | 2     | 3     | 4     | 5     | Puntuación total |
| -------- | ------------------------------- | --------- | ----- | ----- | ----- | ----- | ----- | ---------------- |
| 04-09-99 | Rusia - China Taipéi            | 3-0       | 25-16 | 25-18 | 25-16 |       |       | 75-50            |
| 04-09-99 | Corea del Sur - República Checa | 3-0       | 25-15 | 25-20 | 25-13 |       |       | 75-48            |
| 05-09-99 | Corea del Sur - Rusia           | 3-2       | 19-25 | 25-20 | 25-18 | 17-25 | 15-13 | 101-101          |
| 05-09-99 | China Taipéi - República Checa  | 1-3       | 21-25 | 25-20 | 20-25 | 20-25 |       | 86-95            |
| 06-09-99 | China Taipéi - Corea del Sur    | 3-1       | 25-13 | 26-24 | 28-30 | 25-21 |       | 104-88           |
| 06-09-99 | República Checa - Rusia         | 3-1       | 25-20 | 21-25 | 25-23 | 25-21 |       | 96-89            |

### Grupo C

#### Clasificación
| Pos | Equipo  | PJ | PG | PP | SF | SC | PTS |
| --- | ------- | -- | -- | -- | -- | -- | --- |
| 1   | Japón   | 3  | 3  | 0  | 9  | 1  | 6   |
| 2   | China   | 3  | 1  | 2  | 6  | 6  | 4   |
| 3   | Holanda | 3  | 1  | 2  | 4  | 8  | 4   |
| 4   | Turquía | 3  | 1  | 2  | 3  | 7  | 4   |

#### Resultados
| Fecha    | Encuentro              | Resultado | Set   | Set   | Set   | Set   | Set   | Puntuación total |
| Fecha    | Encuentro              | Resultado | 1     | 2     | 3     | 4     | 5     | Puntuación total |
| -------- | ---------------------- | --------- | ----- | ----- | ----- | ----- | ----- | ---------------- |
| 04-09-99 | Turquía - Japón        | 0-3       | 20-25 | 15-25 | 13-25 |       |       | 48-75            |
| 04-09-99 | Países Bajos - China   | 3-2       | 21-25 | 25-20 | 27-25 | 27-29 | 15-13 | 115-112          |
| 05-09-99 | Japón - China          | 3-1       | 25-23 | 26-24 | 25-27 | 25-11 |       | 101-85           |
| 05-09-99 | Países Bajos - Turquía | 1-3       | 25-21 | 24-26 | 15-25 | 27-29 |       | 91-105           |
| 06-09-99 | Países Bajos - Japón   | 0-3       | 20-25 | 21-25 | 16-25 |       |       | 75-39            |
| 06-09-99 | China - Turquía        | 3-0       | 25-11 | 25-18 | 25-10 |       |       | 75-57            |

### Grupo D

#### Clasificación
| Pos | Equipo    | PJ | PG | PP | SF | SC | PTS |
| --- | --------- | -- | -- | -- | -- | -- | --- |
| 1   | Brasil    | 3  | 3  | 0  | 9  | 1  | 6   |
| 2   | Italia    | 3  | 2  | 1  | 6  | 5  | 5   |
| 3   | Polonia   | 3  | 1  | 2  | 3  | 8  | 4   |
| 4   | Argentina | 3  | 0  | 3  | 5  | 9  | 3   |

#### Resultados
| Fecha    | Encuentro           | Resultado | Set   | Set   | Set   | Set   | Set   | Puntuación total |
| Fecha    | Encuentro           | Resultado | 1     | 2     | 3     | 4     | 5     | Puntuación total |
| -------- | ------------------- | --------- | ----- | ----- | ----- | ----- | ----- | ---------------- |
| 04-09-99 | Polonia - Brasil    | 0-3       | 26-28 | 24-26 | 24-26 |       |       | 80-74            |
| 04-09-99 | Argentina - Italia  | 2-3       | 26-24 | 27-25 | 19-25 | 18-25 | 14-16 | 104-115          |
| 05-09-99 | Italia - Polonia    | 3-0       | 25-19 | 25-16 | 25-18 |       |       | 75-53            |
| 05-09-99 | Brasil - Argentina  | 3-1       | 25-19 | 25-15 | 21-25 | 25-22 |       | 96-81            |
| 06-09-99 | Polonia - Argentina | 3-2       | 30-28 | 25-22 | 23-25 | 24-26 | 15-12 | 117-113          |
| 06-09-99 | Brasil - Italia     | 3-0       | 25-16 | 25-22 | 25-21 |       |       | 75-59            |

#### Clasificación para la Segunda Fase
| – | Clasificado a cuartos de final.                                 |
| – | Clasificado a las eliminatorias por un pase a cuartos de final. |
| – | Eliminado de la Competencia.                                    |

## Segunda fase

### Grupo E
Los campeones de la serie A, B, C y D están clasificados directamente a cuartos de final, se enfrentan por una mejor ubicación. "A" vs "D" / "B" vs "C".

#### Resultados
| Fecha    | Encuentro               | Resultado | Set   | Set   | Set   | Set   | Set   | Puntuación total |
| Fecha    | Encuentro               | Resultado | 1     | 2     | 3     | 4     | 5     | Puntuación total |
| -------- | ----------------------- | --------- | ----- | ----- | ----- | ----- | ----- | ---------------- |
| 07-09-99 | Brasil - Estados Unidos | 3-0       | 25-22 | 25-22 | 25-21 |       |       | 75-65            |
| 07-09-99 | Japón - Corea del Sur   | 3-2       | 23-25 | 25-17 | 16-25 | 25-18 | 15-13 | 104-98           |

### Grupo F
Los equipos ubicados en la 2ª y 3ª posición se enfrentan en eliminatorias. El equipo ganador pasa a cuartos de final mientras que el equipo que pierde se ubica automáticamente en la posición 9°. 

#### Resultados
| Fase            | Fecha    | Encuentro                 | Resultado | Set   | Set   | Set   | Set   | Set   | Puntuación total |
| Fase            | Fecha    | Encuentro                 | Resultado | 1     | 2     | 3     | 4     | 5     | Puntuación total |
| --------------- | -------- | ------------------------- | --------- | ----- | ----- | ----- | ----- | ----- | ---------------- |
| Eliminatoria 1° | 07-09-99 | Polonia - República Checa | 3-0       | 25-19 | 25-20 | 25-18 |       |       | 75-57            |
| Eliminatoria 2° | 07-09-99 | Portugal - China          | 0-3       | 17-25 | 16-25 | 11-25 |       |       | 44-75            |
| Eliminatoria 3° | 07-09-99 | Croacia - Países Bajos    | 3-1       | 25-20 | 25-15 | 21-25 | 25-17 |       | 96-77            |
| Eliminatoria 4° | 07-09-99 | Rusia - Italia            | 2-3       | 25-22 | 23-25 | 25-21 | 25-27 | 07-15 | 105-110          |

## Fase final

### Por el 1° y 3° puesto
|  | Cuartos de final          | Cuartos de final           |                            |         | Semifinales            | Semifinales            |  |  | Final                      | Final |
|  |                           |                            |                            |         |                        |                        |  |  |                            |       |
|  | 9 de noviembre - Portugal |                            |                            |         |                        |                        |  |  |                            |       |
|  |                           |                            |                            |         |                        |                        |  |  |                            |       |
|  | Japón                     | 3                          |                            |         |                        |                        |  |  |                            |       |
|  | Japón                     | 3                          | 11 de noviembre - Portugal |         |                        |                        |  |  |                            |       |
|  | Italia                    | 1                          |                            |         |                        |                        |  |  |                            |       |
|  | Italia                    | 1                          | Japón                      | 3       |                        |                        |  |  |                            |       |
|  | 9 de noviembre - Portugal |                            | Japón                      | 3       |                        |                        |  |  |                            |       |
|  |                           | Polonia                    | 1                          |         |                        |                        |  |  |                            |       |
|  | Polonia                   | Polonia                    | 1                          | 3       |                        |                        |  |  |                            |       |
|  | Polonia                   |                            | 12 de noviembre - Portugal | 3       |                        |                        |  |  |                            |       |
|  | Estados Unidos            | 1                          |                            |         |                        |                        |  |  |                            |       |
|  | Estados Unidos            | 1                          | Japón                      | 3       |                        |                        |  |  |                            |       |
|  | 9 de noviembre - Portugal |                            | Japón                      | 3       |                        |                        |  |  |                            |       |
|  |                           | Brasil                     | 0                          |         |                        |                        |  |  |                            |       |
|  | China                     | Brasil                     | 0                          | 1       |                        |                        |  |  |                            |       |
|  | China                     | 11 de noviembre - Portugal |                            | 1       |                        |                        |  |  |                            |       |
|  | Corea del Sur             | 3                          |                            |         |                        |                        |  |  |                            |       |
|  | Corea del Sur             | 3                          | Brasil                     | 3       | Tercer y cuarto puesto | Tercer y cuarto puesto |  |  |                            |       |
|  | 9 de noviembre - Portugal |                            | Brasil                     | 3       | Tercer y cuarto puesto | Tercer y cuarto puesto |  |  |                            |       |
|  |                           | Corea del Sur              | 0                          |         |                        |                        |  |  |                            |       |
|  | Croacia                   | Corea del Sur              | 0                          | 2       | Corea del Sur          | 3                      |  |  |                            |       |
|  | Croacia                   |                            |                            | 2       | Corea del Sur          | 3                      |  |  |                            |       |
|  | Brasil                    | 3                          |                            | Polonia | 1                      |                        |  |  |                            |       |
|  | Brasil                    | 3                          |                            |         | 1                      |                        |  |  |                            |       |
|  |                           |                            |                            |         |                        |                        |  |  | 12 de noviembre - Portugal |       |
|  |                           |                            |                            |         |                        |                        |  |  |                            |       |

### Cuartos de final
| Fecha    | Encuentro                | Resultado | Set   | Set   | Set   | Set   | Set   | Puntuación total |
| Fecha    | Encuentro                | Resultado | 1     | 2     | 3     | 4     | 5     | Puntuación total |
| -------- | ------------------------ | --------- | ----- | ----- | ----- | ----- | ----- | ---------------- |
| 09-09-99 | Japón - Italia           | 3-1       | 25-19 | 17-25 | 25-22 | 25-20 |       | 92-86            |
| 09-09-99 | Polonia - Estados Unidos | 3-0       | 25-16 | 25-16 | 25-16 |       |       | 75-48            |
| 09-09-99 | China - Corea del Sur    | 1-3       | 28-30 | 25-21 | 21-25 | 19-25 |       | 93-101           |
| 09-09-99 | Croacia - Brasil         | 2-3       | 21-25 | 19-25 | 25-23 | 25-23 | 11-15 | 101-111          |

### Semifinales
| Fecha    | Encuentro              | Resultado | Set   | Set   | Set   | Set   | Set | Puntuación total |
| Fecha    | Encuentro              | Resultado | 1     | 2     | 3     | 4     | 5   | Puntuación total |
| -------- | ---------------------- | --------- | ----- | ----- | ----- | ----- | --- | ---------------- |
| 11-09-99 | Japón - Polonia        | 3-1       | 25-22 | 25-20 | 18-25 | 25-16 |     | 93-83            |
| 11-09-99 | Brasil - Corea del Sur | 3-0       | 25-22 | 25-20 | 27-25 |       |     | 77-67            |

### 3° Puesto
| Fecha    | Encuentro               | Resultado | Set   | Set   | Set   | Set   | Set | Puntuación total |
| Fecha    | Encuentro               | Resultado | 1     | 2     | 3     | 4     | 5   | Puntuación total |
| -------- | ----------------------- | --------- | ----- | ----- | ----- | ----- | --- | ---------------- |
| 12-09-99 | Corea del Sur - Polonia | 3-1       | 15-25 | 25-20 | 25-16 | 25-15 |     | 90-76            |

### 1° Puesto
| Fecha    | Encuentro      | Resultado | Set   | Set   | Set   | Set | Set | Puntuación total |
| Fecha    | Encuentro      | Resultado | 1     | 2     | 3     | 4   | 5   | Puntuación total |
| -------- | -------------- | --------- | ----- | ----- | ----- | --- | --- | ---------------- |
| 12-09-99 | Japón - Brasil | 3-0       | 25-23 | 25-20 | 25-18 |     |     | 75-61            |

### Por el 5° y 7º puesto
|  | Semifinales 5° - 7° | Semifinales 5° - 7° |   |         | 5º puesto      | 5º puesto |  |
|  |                     |                     |   |         |                |           |  |
|  |                     |                     |   |         |                |           |  |
|  |                     |                     |   |         |                |           |  |
|  | Estados Unidos      | 3                   |   |         |                |           |  |
|  | Italia              | 2                   |   |         |                |           |  |
|  |                     |                     |   |         |                |           |  |
|  |                     |                     |   |         |                |           |  |
|  |                     |                     |   |         | Estados Unidos | 2         |  |
|  |                     | China               | 3 |         |                |           |  |
|  |                     |                     |   |         |                |           |  |
|  |                     |                     |   |         |                |           |  |
|  |                     |                     |   |         | 7º puesto      |           |  |
|  |                     |                     |   |         |                |           |  |
|  | China               | 3                   |   | Croacia | 1              |           |  |
|  | Croacia             | 1                   |   |         | Italia         | 3         |  |

### Clasificación 5°-8°
| Fecha    | Encuentro               | Resultado | Set   | Set   | Set   | Set   | Set   | Puntuación total |
| Fecha    | Encuentro               | Resultado | 1     | 2     | 3     | 4     | 5     | Puntuación total |
| -------- | ----------------------- | --------- | ----- | ----- | ----- | ----- | ----- | ---------------- |
| 11-09-99 | Estados Unidos - Italia | 3-2       | 25-17 | 18-25 | 14-25 | 25-23 | 20-18 | 102-108          |
| 11-09-99 | China - Croacia         | 3-1       | 18-25 | 25-14 | 25-22 | 25-22 |       | 93-83            |

### Clasificación 7°
| Fecha    | Encuentro        | Resultado | Set   | Set   | Set   | Set | Set | Puntuación total |
| Fecha    | Encuentro        | Resultado | 1     | 2     | 3     | 4   | 5   | Puntuación total |
| -------- | ---------------- | --------- | ----- | ----- | ----- | --- | --- | ---------------- |
| 12-09-99 | Croacia - Italia | 0-3       | 23-25 | 11-25 | 14-25 |     |     | 48-75            |

### Clasificación 5°
| Fecha    | Encuentro              | Resultado | Set   | Set   | Set   | Set   | Set   | Puntuación total |
| Fecha    | Encuentro              | Resultado | 1     | 2     | 3     | 4     | 5     | Puntuación total |
| -------- | ---------------------- | --------- | ----- | ----- | ----- | ----- | ----- | ---------------- |
| 12-09-99 | Estados Unidos - China | 2-3       | 25-19 | 25-21 | 11-25 | 13-25 | 06-15 | 80-105           |

## Podio
| Japón     |
| 2º Título |
| Japón     |

## Clasificación general
| Pos | Equipo                                     |
| --- | ------------------------------------------ |
| 1   | Japón                                      |
| 2   | Brasil                                     |
| 3   | Korea                                      |
| 4   | Polonia                                    |
| 5   | China                                      |
| 6   | Estados Unidos                             |
| 7   | Italia                                     |
| 8   | Croacia                                    |
| 9   | Holanda Portugal República Checa Rusia     |
| 13  | Argentina Mauricio Corea del Norte Turquía |

## Distinciones individuales
| - Mejor Anotadora - Han Yoo-mi (KOR) - Mejor Atacante - Erika Ogawa (JAP) - Mejor Bloqueadora - Ivana Kuzmic (CRO) - Mejor Sacadora - Maiko Jin (JAP) | - Mejor Defensa - Megumi Kawashima (JAP) - Mejor Armadora - Maiko Jin (JAP) - Mejor Recepción - Veridiana Fonseca (BRA) - Mejor Libero - Veridiana Fonseca (BRA) |

| Predecesor: Tailandia 1997 | Campeonato Mundial de Voleibol Femenino Sub-18 Portugal 1999 | Sucesor: Croacia 2001 |

- Datos: Q2954064